# 二碘化(1,5-环辛二烯)铂
二碘化(1,5-环辛二烯)铂是一种有机铂化合物，化学式为C8H12I2Pt。它可由二氯化(1,5-环辛二烯)铂和碘化钠在丙酮中反应制得。它和略过量的甲基锂反应，再经冷的饱和氯化铵溶液水解，可以得到二甲基(1,5-环辛二烯)铂。它和苯基溴化镁在乙醚溶液中反应，可以得到碘化(苯基)(1,5-环辛二烯)铂和二苯基(1,5-环辛二烯)铂的混合物。